# Golf (film, 1922)
Pour les articles homonymes, voir Golf (homonymie).
Pour plus de détails, voir Fiche technique et Distribution.
Golf est un film muet américain réalisé par Larry Semon et Tom Buckingham, sorti en 1922, dans lequel Oliver Hardy est l'un des interprètes.

## Fiche technique
- Titre : Golf
- Réalisation : Larry Semon et Tom Buckingham
- Scénario :  Larry Semon
- Producteur : Albert E. Smith
- Société de production : Vitagraph Company of America
- Société de distribution : Vitagraph Company of America
- Pays de production :  États-Unis
- Langue : film muet avec les intertitres en anglais
- Métrage : 600 m
- Format : Noir et blanc - 35 mm - 1,33:1  -  Muet
- Genre : Comédie
- Durée : 25 minutes
- Date de sortie :
  - États-Unis : 1922

## Distribution
- Larry Semon : le fils
- Lucille Carlisle : La fille, la blonde Flapper
- Al Thompson : le père
- Oliver Hardy : le voisin
- Eva Thatcher : Mme Dub
- Fred Gamble :
- Vernon Dent : le prétendant
- William Hauber : M. Dub
- Fred Lancaster : un golfeur
- Joe Rock : un golfeur
- Pete Gordon : un golfeur
- Vincent McDermott :
- Harry DeRoy :